# Championnat de France de hockey sur glace 2003-2004
Saison précédente Saison suivante
La saison 2003-2004 est la 83e saison du championnat de France de hockey sur glace. Cette saison, le championnat élite porte le nom de Super 16.

## Équipes engagées
| Amiens Angers Anglet Brest Briançon Clermont Dijon Dunkerque Épinal Gap Grenoble Mulhouse Rouen Tours Villard |

Elles sont au nombre de 15 : 
- Gothiques d'Amiens
- Ducs d'Angers
- Orques d'Anglet
- Albatros de Brest
- Diables Rouges de Briançon
- Sangliers Arvernes de Clermont
- Ducs de Dijon
- Corsaires de Dunkerque
- Dauphins d'Épinal
- Rapaces de Gap
- Brûleurs de Loups de Grenoble
- Scorpions de Mulhouse
- Dragons de Rouen
- Diables Noirs de Tours
- Ours de Villard-de-Lans

Rouen est le champion en titre, Épinal le promu.

## Formule de la saison
La saison s'articule en trois parties : la 1re phase, la 2e phase et les play-offs.
- 1re phase :

Deux poules géographiques sont constituées (poule ouest : Amiens, Angers, Anglet, Brest, Dunkerque, Rouen, Tours - et poule est : Briançon, Clermont, Dijon, Epinal, Gap, Grenoble, Mulhouse, Villard-de-Lans). Toutes les équipes se rencontrent sur un aller-retour. Les résultats définissent la constitution des poules lors de la 2e phase.
- 2e phase :

Deux poules de niveau sont constituées (appelées « poule Magnus » : Amiens, Anglet, Brest, Dijon, Grenoble, Mulhouse, Tours, Villard-de-Lans - et « poule Nationale » : Angers, Briançon, Clermont, Dunkerque, Epinal, Gap, Rouen) en fonction des résultats obtenus lors de la 1re phase. Toutes les équipes se rencontrent sur un aller-retour.
Les clubs de poule Magnus s'affronteront ensuite en play-offs.    
- Les play-offs :

Les 8 clubs de poule Magnus s'affrontent lors des quarts de finale.
Le 1er du classement de la poule Magnus rencontre le 8e, le 2e rencontre le 7e, le 3e rencontre le 6e et le 4e rencontre le 5e.
Ces rencontres sont appelées « séries ». Une série se joue au meilleur des 5 matchs, le club le mieux classé joue 3 matchs à domicile et par conséquent son adversaire n'en joue que 2 à domicile. 
Le premier club rendu à 3 victoires gagne la série.
Il en va de même pour les demi-finales.
La finale se joue en deux matchs. La petite finale quant à elle se joue en un seul match.

## Première phase
Disputée du 13 septembre au 13 décembre 2003 en match aller-retour.

### Poule ouest
|   | Équipe                 | PJ | Pts | V. | Vp. | N. | P. | Pp. | Bp | Bc | Diff |
| - | ---------------------- | -- | --- | -- | --- | -- | -- | --- | -- | -- | ---- |
| 1 | Gothiques d'Amiens     | 14 | 18  | 9  | 0   | 0  | 3  | 0   | 61 | 31 | +30  |
| 2 | Orques d'Anglet        | 14 | 17  | 8  | 0   | 1  | 3  | 0   | 49 | 35 | +14  |
| 3 | Albatros de Brest      | 14 | 16  | 8  | 0   | 0  | 4  | 0   | 55 | 36 | +19  |
| 4 | Diables Noirs de Tours | 14 | 14  | 5  | 1   | 1  | 4  | 1   | 47 | 49 | -2   |
| 5 | Dragons de Rouen       | 14 | 14  | 6  | 1   | 0  | 5  | 0   | 47 | 32 | +15  |
| 6 | Ducs d'Angers          | 14 | 6   | 1  | 1   | 1  | 8  | 1   | 36 | 63 | -27  |
| 7 | Corsaires de Dunkerque | 14 | 2   | 0  | 0   | 1  | 10 | 1   | 25 | 74 | -49  |

### Poule Est
|   | Équipe                         | PJ | Pts | V. | Vp. | N. | P. | Pp. | Bp | Bc | Diff |
| - | ------------------------------ | -- | --- | -- | --- | -- | -- | --- | -- | -- | ---- |
| 1 | Brûleurs de loups de Grenoble  | 14 | 26  | 11 | 1   | 1  | 0  | 1   | 58 | 21 | +37  |
| 2 | Scorpions de Mulhouse          | 14 | 23  | 10 | 1   | 1  | 2  | 0   | 67 | 19 | +48  |
| 3 | Ducs de Dijon                  | 14 | 16  | 6  | 2   | 0  | 6  | 0   | 54 | 51 | +3   |
| 4 | Ours de Villard-de-Lans        | 14 | 15  | 5  | 1   | 1  | 5  | 2   | 35 | 38 | -3   |
| 5 | Dauphins d'Épinal              | 14 | 15  | 4  | 2   | 1  | 5  | 2   | 42 | 45 | -3   |
| 6 | Sangliers Arvernes de Clermont | 14 | 12  | 4  | 1   | 1  | 7  | 1   | 45 | 73 | -28  |
| 7 | Diables Rouges de Briançon     | 14 | 8   | 3  | 0   | 1  | 9  | 1   | 40 | 48 | -8   |
| 8 | Rapaces de Gap                 | 14 | 5   | 2  | 0   | 0  | 11 | 1   | 29 | 75 | -46  |

## Deuxième phase

### Poule Finale
La poule "Magnus" est disputée du 3 janvier au 13 mars 2004.
|   | Équipe                        | PJ | Pts | V. | Vp. | N. | P. | Pp. | Bp | Bc | Diff |
| - | ----------------------------- | -- | --- | -- | --- | -- | -- | --- | -- | -- | ---- |
| 1 | Brûleurs de loups de Grenoble | 14 | 21  | 10 | 0   | 1  | 3  | 0   | 52 | 28 | +24  |
| 2 | Gothiques d'Amiens            | 14 | 18  | 8  | 0   | 1  | 4  | 1   | 47 | 39 | +8   |
| 3 | Scorpions de Mulhouse         | 14 | 17  | 8  | 0   | 0  | 5  | 1   | 37 | 36 | +1   |
| 4 | Albatros de Brest             | 14 | 16  | 7  | 1   | 0  | 6  | 0   | 49 | 47 | +2   |
| 5 | Ours de Villard-de-Lans       | 14 | 14  | 7  | 0   | 0  | 7  | 0   | 40 | 37 | +3   |
| 6 | Orques d'Anglet               | 14 | 13  | 5  | 1   | 1  | 7  | 0   | 41 | 43 | -2   |
| 7 | Ducs de Dijon                 | 14 | 9   | 4  | 0   | 0  | 9  | 1   | 41 | 54 | -13  |
| 8 | Diables Noirs de Tours        | 14 | 8   | 1  | 2   | 1  | 9  | 1   | 32 | 55 | -23  |

### Poule Nationale
La poule de maintien est disputée du 3 janvier au 27 mars 2004.
|   | Équipe                         | PJ | Pts | V. | Vp. | N. | P. | Pp. | Bp | Bc | Diff |
| - | ------------------------------ | -- | --- | -- | --- | -- | -- | --- | -- | -- | ---- |
| 1 | Dragons de Rouen               | 12 | 23  | 10 | 1   | 0  | 0  | 1   | 58 | 29 | +29  |
| 2 | Ducs d'Angers                  | 12 | 18  | 7  | 2   | 0  | 3  | 0   | 56 | 35 | +21  |
| 3 | Diables Rouges de Briançon     | 12 | 15  | 6  | 0   | 1  | 3  | 2   | 47 | 39 | +8   |
| 4 | Sangliers Arvernes de Clermont | 12 | 14  | 6  | 1   | 0  | 5  | 0   | 51 | 45 | +6   |
| 5 | Rapaces de Gap                 | 12 | 10  | 4  | 0   | 1  | 6  | 1   | 30 | 46 | -16  |
| 6 | Dauphins d'Épinal              | 12 | 6   | 3  | 0   | 0  | 9  | 0   | 33 | 56 | -23  |
| 7 | Corsaires de Dunkerque         | 12 | 2   | 1  | 0   | 0  | 11 | 0   | 30 | 55 | -25  |

## Playoffs

### Playoffs Poule Magnus
Organisés du 16 mars au 16 avril 2004, au meilleur des 5 matchs, sauf la finale en aller-retour et la petite finale sur un match.
|  | Quarts de finale              | Quarts de finale   |                               |                   | Demi-finales           | Demi-finales |  |  | Finale          | Finale |
|  | Quarts de finale              | Quarts de finale   |                               |                   | Demi-finales           | Demi-finales |  |  | Finale          | Finale |
|  |                               |                    |                               |                   |                        |              |  |  |                 |        |
|  |                               |                    |                               |                   |                        |              |  |  |                 |        |
|  |                               |                    |                               |                   |                        |              |  |  |                 |        |
|  | Brûleurs de loups de Grenoble | 3                  |                               |                   |                        |              |  |  |                 |        |
|  | Brûleurs de loups de Grenoble | 3                  |                               |                   |                        |              |  |  |                 |        |
|  | Diables Noirs de Tours        | 0                  |                               |                   |                        |              |  |  |                 |        |
|  | Diables Noirs de Tours        | 0                  | Brûleurs de loups de Grenoble | 3                 |                        |              |  |  |                 |        |
|  |                               |                    | Brûleurs de loups de Grenoble | 3                 |                        |              |  |  |                 |        |
|  |                               | Albatros de Brest  | 0                             |                   |                        |              |  |  |                 |        |
|  | Albatros de Brest             | Albatros de Brest  | 0                             | 3                 |                        |              |  |  |                 |        |
|  | Albatros de Brest             |                    |                               | 3                 |                        |              |  |  |                 |        |
|  | Ours de Villard-de-Lans       | 1                  |                               |                   |                        |              |  |  |                 |        |
|  | Ours de Villard-de-Lans       | 1                  | Brûleurs de loups de Grenoble | 0                 |                        |              |  |  |                 |        |
|  |                               |                    | Brûleurs de loups de Grenoble | 0                 |                        |              |  |  |                 |        |
|  |                               | Gothiques d'Amiens | 2                             |                   |                        |              |  |  |                 |        |
|  | Gothiques d'Amiens            | Gothiques d'Amiens | 2                             | 3                 |                        |              |  |  |                 |        |
|  | Gothiques d'Amiens            |                    |                               | 3                 |                        |              |  |  |                 |        |
|  | Ducs de Dijon                 | 2                  |                               |                   |                        |              |  |  |                 |        |
|  | Ducs de Dijon                 | 2                  | Gothiques d'Amiens            | 3                 |                        |              |  |  |                 |        |
|  |                               |                    | Gothiques d'Amiens            | 3                 | Match pour la 3e place |              |  |  |                 |        |
|  |                               | Orques d'Anglet    | 0                             |                   |                        |              |  |  |                 |        |
|  | Scorpions de Mulhouse         | Orques d'Anglet    | 0                             | 2                 |                        |              |  |  |                 |        |
|  | Scorpions de Mulhouse         |                    |                               | 2                 |                        |              |  |  |                 |        |
|  | Orques d'Anglet               | 3                  |                               | Albatros de Brest | 0                      |              |  |  |                 |        |
|  | Orques d'Anglet               | 3                  |                               | Albatros de Brest | 0                      |              |  |  |                 |        |
|  |                               |                    |                               |                   |                        |              |  |  | Orques d'Anglet | 1      |
|  |                               |                    |                               |                   |                        |              |  |  | Orques d'Anglet | 1      |

### Playoffs de « Nationale »
Organisés en match aller-retour, du 30 mars et 10 avril 2004.
|  | Demi-finales                   | Demi-finales               |                                |   | Finale | Finale |
|  | Demi-finales                   | Demi-finales               |                                |   | Finale | Finale |
|  |                                |                            |                                |   |        |        |
|  |                                |                            |                                |   |        |        |
|  |                                |                            |                                |   |        |        |
|  | Dragons de Rouen               | 0                          |                                |   |        |        |
|  | Dragons de Rouen               | 0                          |                                |   |        |        |
|  | Sangliers Arvernes de Clermont | 1                          |                                |   |        |        |
|  | Sangliers Arvernes de Clermont | 1                          | Sangliers Arvernes de Clermont | 0 |        |        |
|  |                                |                            | Sangliers Arvernes de Clermont | 0 |        |        |
|  |                                | Diables Rouges de Briançon | 1                              |   |        |        |
|  | Ducs d'Angers                  | Diables Rouges de Briançon | 1                              | 0 |        |        |
|  | Ducs d'Angers                  |                            |                                | 0 |        |        |
|  | Diables Rouges de Briançon     | 1                          |                                |   |        |        |
|  | Diables Rouges de Briançon     | 1                          | 3e place                       |   |        |        |
|  |                                |                            |                                |   |        |        |
|  |                                |                            |                                |   |        |        |
|  |                                |                            |                                |   |        |        |
|  | Dragons de Rouen               | 1                          |                                |   |        |        |
|  | Dragons de Rouen               | 1                          |                                |   |        |        |
|  | Ducs d'Angers                  | 0                          |                                |   |        |        |
|  | Ducs d'Angers                  | 0                          |                                |   |        |        |

### Barrage de promotion/relégation
Les barrages sont disputés les 10 et 17 avril 2004 entre Dunkerque, classée dernière de Nationale,  et Strasbourg, vice-champion de Division 1. Strasbourg remporte le premier 4-3 mais s'incline 7-5 après prolongation au match retour, et Dunkerque se maintient en Super 16.

## Bilan de la saison
Amiens gagne la deuxième coupe Magnus de son histoire, son entraineur Antoine Richer appliquant jusqu'au bout ses principes, et utilisant les juniors formés au club. Anglet réalise la seconde meilleure place de son histoire, après la titre de vice-champion de 2001 tandis que Rouen, champion sortant, loupe complètement sa saison et finit sur une modeste 11e place. Brest rétrograde volontairement ses équipes durant l'intersaison et est donc relégué en Division 3. 

### Trophées individuels
- Trophée Charles-Ramsay décerné à François Rozenthal (Amiens).
- Trophée Albert-Hassler décerné à Laurent Meunier (Grenoble).
- Trophée Marcel-Claret décerné à Villard-de-Lans.
- Trophée Jean-Pierre-Graff décerné à Christophe Tartari (Grenoble).
- Trophée Jean-Ferrand décerné à Fabrice Lhenry (Mulhouse).
- Meilleur entraîneur : Antoine Richer (Amiens).